# Fogarasy Mihály Műszaki Líceum
A Fogarasy Mihály Műszaki Líceum Gyergyószentmiklós középfokú oktatási intézménye. Korábbi megnevezései: Fogarasy Leánynevelő Intézet, Gépgyártóipari Iskolaközpont, Fogarasy Mihály Szakközépiskola.

## Története
Az intézménynek kettős múltja van: egyrészt a szakoktatási intézmény, másrészt az egyházi iskola.
Orbán Balázs szerint a gyergyószentmiklósi inastanoda volt Székelyföld első ilyen jellegű intézménye. Az első okleveles említés 1874-ből származik, amikor az akkori nagyközség vezetősége előírta, hogy az inasok a polgári iskolában kell tanulják az elméletet. A II. világháborúig így is történt, az elméleti tantárgyakat a diákok a város elemi és polgári iskolájában sajátították el, míg a gyakorlati képzést a céheknél, illetve a helyi vállalkozóknál végezték.
Magát az épületet Fogarasy Mihály erdélyi püspök építtette 1876-ban. Csík vármegye első magasabb rangú lánynevelő intézete volt, amely gyorsan fejlődött.
1950-ben kapta meg a szakiskola a mai épületet, amelyet két évvel korábban az egyháztól vettek el és államosítottak. Azóta az iskola hosszú fejlesztésen ment át. Megépült a bentlakás (kollégium), tornaterem, sportpálya, műhelyek. 1978-tól szakközépiskolai rangot kapott az intézmény. Azóta több mint 20 000 végzettje volt az intézménynek.
Az 1989-es forradalom után, 2003-ban az egyház visszakapta az intézményt. Három évvel később újraindult egyházi közreműködéssel a hittan szakképesítésű oktatás.